# Hasan Ali Khan
Hasan Ali Khan (* 1951; † 23. Februar 2023 in Hyderabad) war ein indischer Unternehmer.

## Leben
Khan war als Unternehmer in Indien tätig. Im Juli 2011 wurde er wegen Steuerhinterziehung und Geldwäsche von der indischen Directorate General of Economic Enforcement (ED) verhaftet. Das Vermögen von Khan wurde vor seiner Verhaftung in Milliarden Dollar Höhe geschätzt. Vor seiner Verhaftung lebte Khan in Pune. Indische Ankläger warfen Khan vor Gericht illegale Geschäftsverbindungen mit dem Waffenhändler Adnan Khashoggi vor.